# International Federation of Sport Climbing

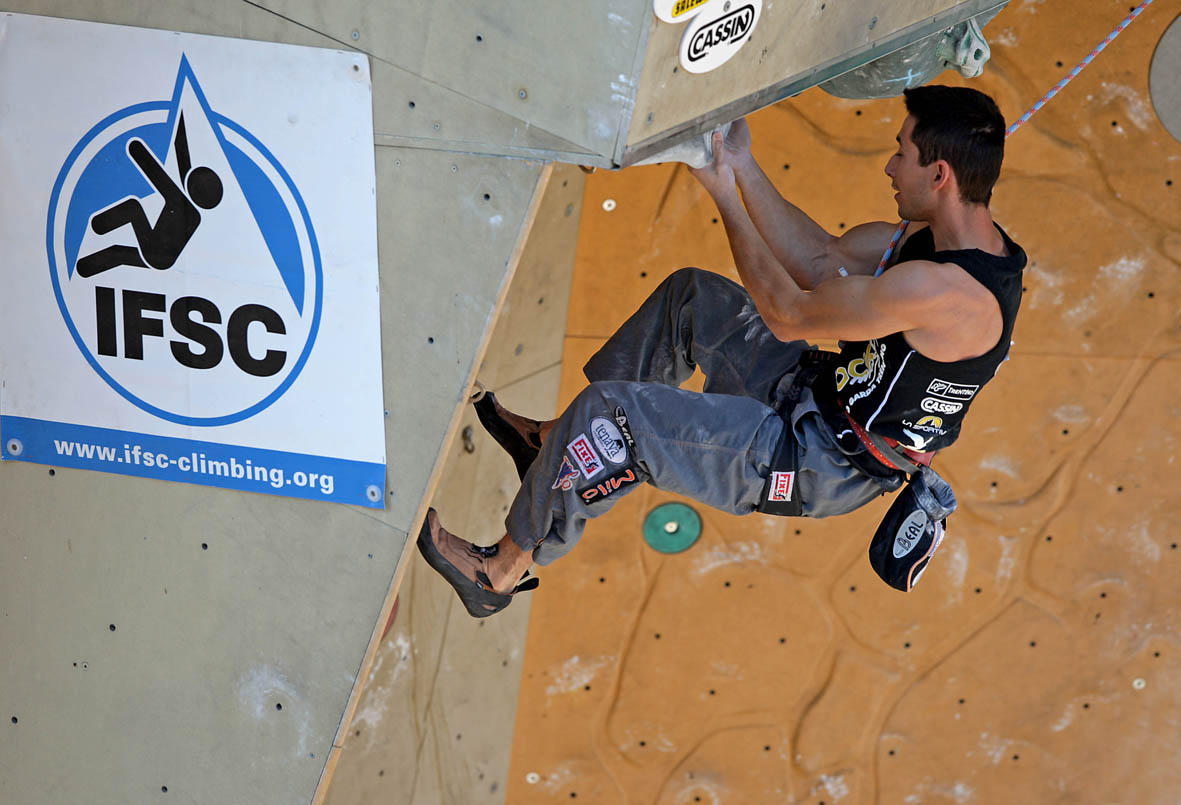
Wereldkampioen Ramón Puigblanque

De International Federation of Sport Climbing, afgekort: IFSC, is de internationale overkoepelende sportfederatie voor sportklimmen.
De IFSC werd op 27 januari 2007 in Frankfurt opgericht, in Duitsland. De IFSC komt voort uit de International Council for Competition Climbing ICC, een in 1997 opgerichte zelfstandige commissie binnen de UIAA die verantwoordelijk was voor sportklimcompetities. In oktober 2006, tijdens de algemene ledenvergadering van de UIAA te Banff, in Canada, hebben de UIAA leden in grote meerderheid besloten om het sportklimmen onder te brengen in een onafhankelijke internationale sport federatie.
De IFSC is lid van de GAISF en lid van de International World Games Association IWGA. Statutair is de IFSC gevestigd in Bern, in Zwitserland. Het kantoor van de IFSC is gevestigd in Turijn, Italië. IFSC telt momenteel 72 landen als lid. De NKBV is voor Nederland lid van de IFSC. De CMBEL is voor België lid.
Sportklimmen maakte deel uit van het World Games van 2009 in Taiwan, hoewel de IFSC in december 2007 al door het IOC als olympische sport was erkend. De IFSC organiseert en beheert de grote internationale wedstrijden, zoals het wereldkampioenschap, het wereldjeugdkampioenschap, de Worldcup en de continentale kampioenschappen. Competitieklimmen kent drie disciplines:
1. Lead, wie het hoogst kan klimmen op speciaal voor de wedstrijd gebouwde route. De wanden zijn doorgaans 15 tot 20 m hoog en hangen over.
2. Speed, wie het snelste kan klimmen. Voor speedklimmen is er zelfs een officieel wereldrecord op een 10 m en 15 m wand
3. Boulderen, wie op 3 tot 5 m hoge blokken een heel moeilijke route kan klimmen. Bij het boulderen worden geen touwen om te zekeren gebruikt.